# Russula subsect. Laricinae
Russula subsect. Laricinae ist eine Untersektion aus der Gattung Russula, die innerhalb der Sektion Tenellae steht. Das Taxon wurde von H. Romagnesi definiert und von Bon weitestgehend so übernommen. Die wichtigsten Merkmale dieser Untersektion sind: 1. Die Vertreter haben dottergelbes Sporenpulver. 2. Das Fleisch und der Stiel gilben nicht, sondern grauen eher und 3. die Täublinge bilden Mykorrhizen mit verschiedenen Nadelbäumen.

## Merkmale
Wie für die Sektion Tenellae, typisch handelt es sich um kleine bis mittelgroße Arten, die meist wein- bis fleischrote oder violette Hüte haben. Die Mitte ist oft bräunlich oder olivgrün gefärbt. Der meist zerbrechliche, weißliche Stiel verfärbt sich im Alter schmutzig weißlich bis bräunlich, im durchwässerten Zustand manchmal auch schwach graulich. Er wird schon bald hohl. Das Fleisch schmeckt mild oder etwas schärflich, besonders in den Lamellen. Der Geruch ist nur schwach ausgeprägt, aber meist wenig angenehm. Die Fruchtkörper riechen nie süßlich nach Obstkompott. Das Sporenpulver ist ockergelb bis dunkel dottergelb. Inkrustierte Primordialhyphen kommen nicht vor.
Die Mykorrhizen sind durch mehr oder weniger stark ineinandergreifende Mantelzellen und Sulfovanillin-positive gloeoplere Zellen gekennzeichnet, wie es für die Arten der Sektionen Tenellae und Insidiosinae typisch ist.
- Die Typusart ist Russula nauseosa, der Geriefte Weich-Täubling.

| Artname                                                      | Beschreibung |  |
| ------------------------------------------------------------ | --- |  |
| Kiefern-Weich-Täubling Russula cessans A.Pearson (1950)      | Die Sporen messen 7,5–10 × 6,5–8,5 µm und sind gratig bis (unterbrochen) netzig verbundenen. Ihre mehr oder weniger stumpfen Warzen messen 0,75–1 × 1 µm. Der variabel gefärbte Hut kann lebhaft karminrot, schmutzig lila, rötlich mit kupferfarbenen oder purpurnen Mischtönen, weinfarben oder violettlich gefärbt sein. Er hat oft eine hellere oder bräunlich gefärbte Mitte. Der Täubling wächst meist unter Kiefern, selten auch unter Fichten, die Fruchtkörper erscheinen meist erst spät im Jahr. |  |
| Lärchen-Weich-Täubling Russula laricina Velen. (1920)        | Die Sporen messen 8–9,5 × 6,2–7,5 und haben ein Ornament aus unverzweigten perlschnurartigen Graten, die weder netzig, noch rein isoliert-stachelig sind. Der Täubling wächst meist unter Lärchen, aber auch bei Fichten und Tannen. |  |
| Geriefter Weich-Täubling Russula nauseosa (Pers.) Fr. (1838) | Die fast völlig isoliert-stachelig ornamentierten Sporen messen 7–10 × 6,2–8 µm und tragen 1–1,2 µm hohe, dornige Warzen. Der Hut wird 2,5–6,5 breit und kann violett, weinbraun, purpurn, weinrötlich bis grünoliv gefärbt sein. Der Täubling wächst überwiegend im Bergland meist unter Fichten, aber auch bei Tannen. Er bevorzugt frische bis feuchte und neutrale bis alkalische Böden. |  |
| Karminroter Weich-Täubling Russula ruberrima Romagn. (1950)  | |  |
|                                                              | |  |